# Royalex
Royalex ist ein moderner Kunststoff-Verbundwerkstoff. Die Standardversion ist ein Laminat, aufgebaut aus (von außen nach innen): einer Schicht Polyvinylchlorid, mehreren ABS-Schichten und einem ABS-Schaumkern, der erst unter Hitzeeinwirkung im Produktionsprozess des Endproduktes expandiert. Es wurde ab Mitte der 1990er Jahre im Kanubau verwendet. Die Produktion wurde 2013 lt. Hersteller aufgrund gesunkener Abnahmemengen und damit geringer Rentabilität eingestellt.
Es wurde in den USA und Kanada von verschiedenen großen Canadier-Herstellern und u. a. auch einem deutschen Hersteller verwendet und ist ein relativ leichtes, strapazierfähiges Material. Für den Kanubau war es insbesondere interessant, da durch den geschäumten Kern das Gewicht eines Royalexbootes im Vergleich zu PE-Booten stark reduziert werden konnte, bei höherer Steifigkeit und ohne wesentlich an Belastbarkeit einzubüßen.
Royalex wurde von der Firma Uniroyal entwickelt, dann lange von der Firma Spartech hergestellt und später von Polyplast übernommen, die die Produktion schließlich einstellten. Es war in verschiedenen Laminatkonfigurationen erhältlich, die durch Variation der Schichtenanzahl, ihrer Dicke und Positionierung im Ausgangsmaterial erzielt wurden. Royalite, zuletzt unter der Bezeichnung „R 84“ produziert, ist ein Beispiel für ein besonders leichtes Royalex-Material mit zusätzlich erhöhter Steifigkeit, was durch Ersatz der PVC-Außenhaut mit einer Acryl-Mischung erreicht wurde. So konnten unterschiedliche Anforderungen z. B. für Wildwasser- und Tourenboote oder unterschiedliche Bootsgrößen/-Arten erfüllt werden. Manche Hersteller ließen so z. B. den Heck-, Kiel- und Bugbereich für ihre Boote in der gelieferten Platte verstärken.

## Materialeigenschaften von Royalex
- isoliert gegen Kälte und Hitze
- schwimmt selbstständig (auf stehendem Wasser sind keine Auftriebskörper nötig, um das Boot an der Oberfläche zu halten)
- relativ steif
- haltbar
- schlagzäh
- zunächst relativ weiche Oberfläche, die allerdings mit den Jahren durch UV-Strahlung und das Ausgasen von Weichmachern i. d. R. härter wird

In Royalexboote lassen sich problemlos Ankerplatten mit D-Ringen (z. B. für Schenkelgurte oder zum Verzurren von Gepäck etc.) einkleben.
Nachteil von Royalex ist die etwas weichere Oberfläche gegenüber GFK (bei Steinberührungen lässt man „Farbe“) und dass die Bootspitzen nicht so scharf ausgeformt werden können. Zudem sind diese Boote recht teuer und nicht recyclebar.
Ein Boot aus Royalex läuft bei stehenden Gewässern generell nicht so gut und leicht wie ein Boot in Laminat-Bauweise oder aus Holz (schlechtere Gleiteigenschaften). Dies resultiert zum einen aus der weniger glatten PVC-Oberfläche und zum anderen aus den weniger scharf ausgeformten Bootsspitzen, die den Wasserwiderstand erhöhen.
Mit dem Material Royalite wird das Gewicht gegenüber Royalex nochmals um ca. 15 % reduziert, was durch unterschiedliches Obermaterial (R84, eine Acryl/PVC-Mischung) über der ABS-Schicht und eine um ca. 2/3 dünnere ABS-Schicht auf der Innenseite erreicht wird. Dabei ist das Material noch einmal deutlich steifer und durch zusätzliche Folienbeschichtung der Oberfläche genauso oder besser haltbar. Dies ist jedoch abhängig von der Art der Belastung. Jedoch ist die Verklebung von Ankerplatten auf R84 schwieriger, denn die meisten für (PVC-)Anker verwendeten Kontakt- oder PVC-Klebstoffe halten deutlich schlechter als bei der reinen PVC-Haut des regulären Royalex.